# Вулиця Григоровича-Барського
Ву́лиця Григоро́вича-Ба́рського — вулиця у Святошинському районі міста Києва, житловий масив Південна Борщагівка. Пролягає від вулиці Симиренка до Кільцевої дороги.

## Історія
Вулиця виникла на початку 80-х років XX століття під назвою Нова. Сучасна назва на честь українського архітектора Івана Григоровича-Барського — з 1981 року.

## Установи та заклади
- Братське кладовище (буд. № 2-А)